# Heinz Schneider (Politiker)
Heinz Schneider (* 21. März 1921 in Lossen, Landkreis Brieg, Provinz Oberschlesien; † 9. September 2003) war ein deutscher Kommunalpolitiker (SPD).

## Werdegang
Schneider wurde 1968 zum Bürgermeister von Geretsried gewählt. 1974 und 1980 wurde er im Amt bestätigt. Zur Bürgermeisterwahl 1986 trat er aus Altersgründen nicht mehr an.
Während seiner Amtszeit wurde Geretsried 1970 zur Stadt erhoben. Das Heinz-Schneider-Eisstadion ist nach ihm benannt.

## Ehrungen
- 1983: Verdienstkreuz am Bande der Bundesrepublik Deutschland
- Ehrenbürger der Stadt Geretsried